# Johann Gottfried Schadow
Johann Gottfried Schadow (Berlim, 20 de maio de 1764 - 27 de janeiro de 1850) foi um escultor alemão.
Filho de um pobre alfaiate foi iniciado na escultura por Jean Pierre Antoine Tassaert, que lhe ofereceu a filha em casamento, mas ele preferiu ir a Viena e depois para a Itália. Após três anos, que firmaram seu estilo, retornou para Berlim, em 1788, sucedendo Tassaert como escultor da corte e secretário da Academia. Durante os próximos 50 anos produziu mais de 200 trabalhos em vários temas.
Seus filhos Rudolph e Friedrich Wilhelm foram também artistas, escultor e pintor, respectivamente.

## Galeria

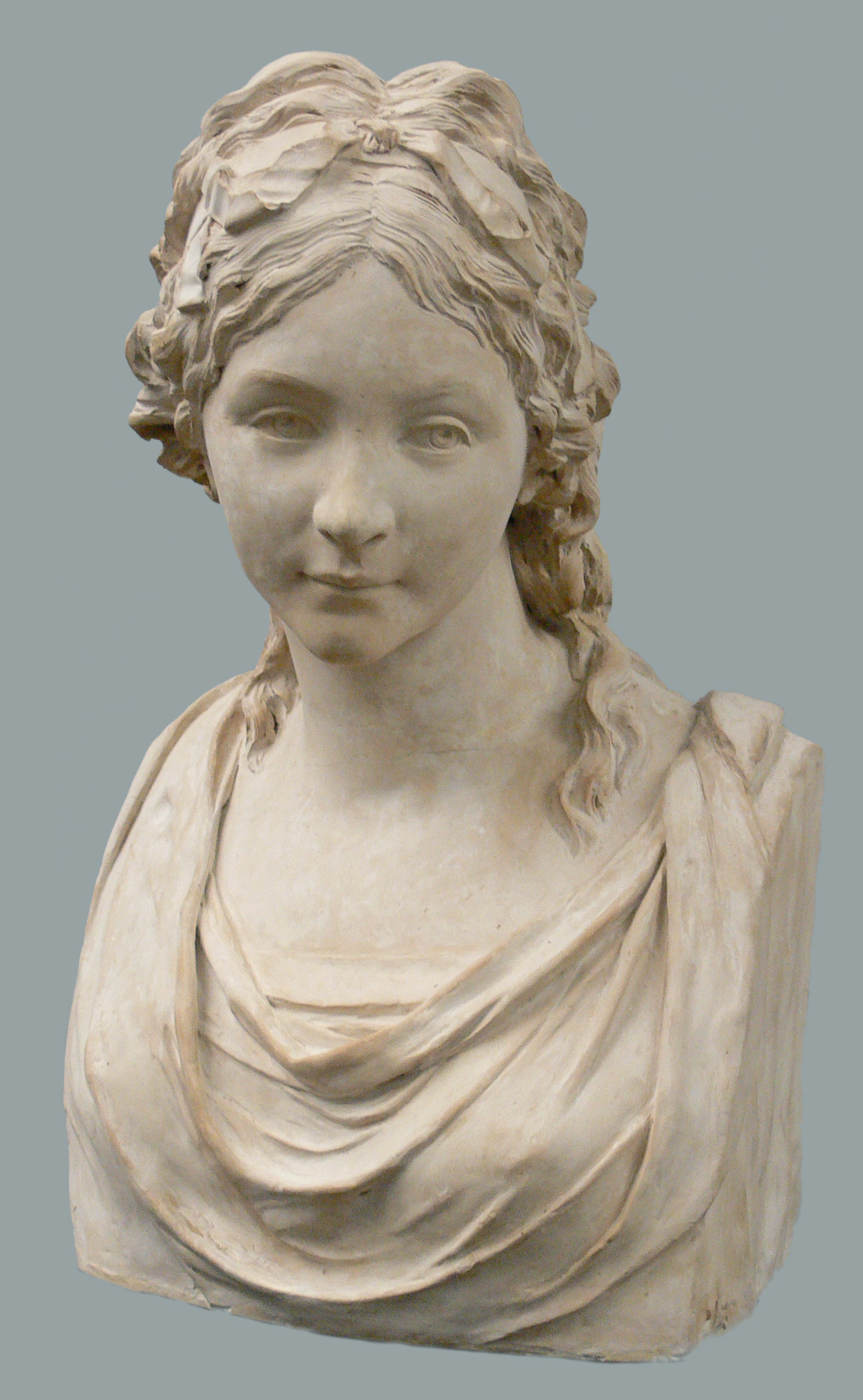
Frederica da Prússia, 1795.
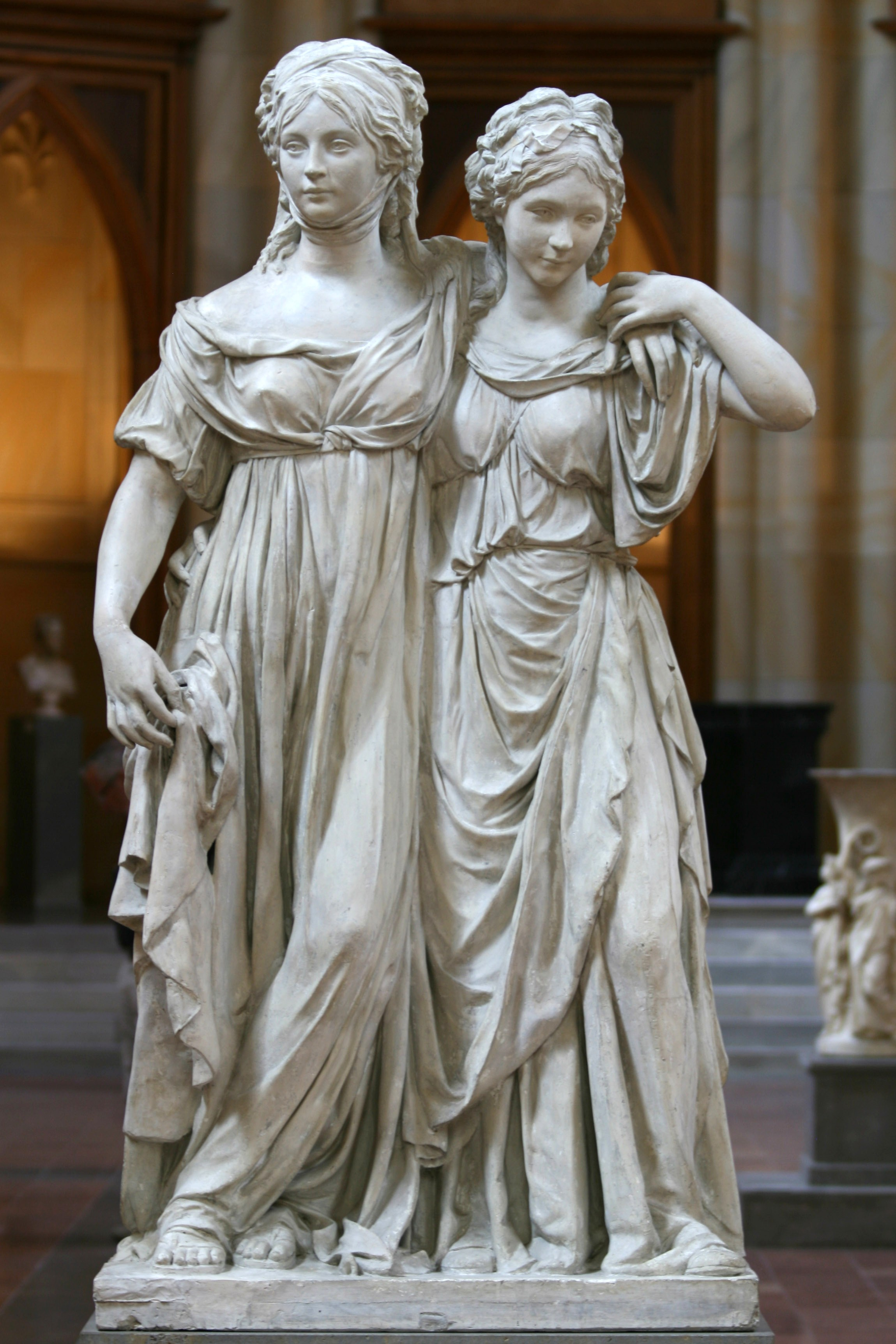
Grupo escultórico da princesa Luísa (à esquerda) e a sua irmã Frederica da Prússia. A estátua teria sido considerada demasiado erótica, tendo consequentemente sido cessada à visitação pública.